# Nadjajnik

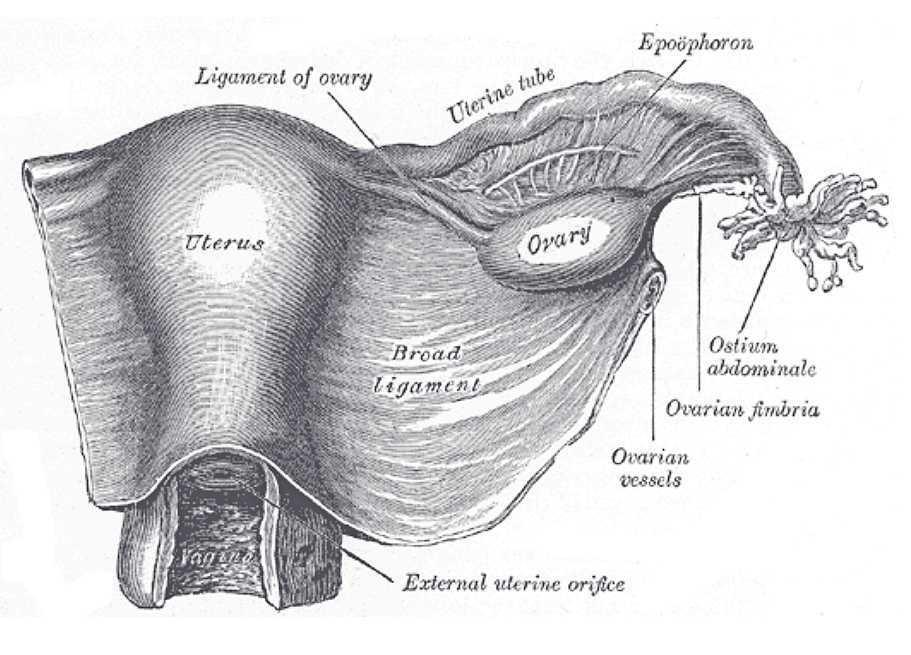
Macica i więzadło szerokie macicy, nadjajnik podpisany Epoöphoron

Nadjajnik, narząd Rosenmüllera (łac. epoophoron, epoöphoron, organum Rosenmüller) – w anatomii człowieka jeden z narządów szczątkowych należących do żeńskiego układu płciowego. Występuje niestale, jest pozostałością środkowej części śródnercza. Homologicznym narządem jest najądrze mężczyzny. Leży między blaszkami krezki jajowodu.
Nazwa eponimiczna upamiętnia niemieckiego anatoma Johanna Christiana Rosenmüllera.